# Marquesado de Suanzes
El marquesado de Suanzes fue un título nobiliario español creado por Francisco Franco el 1 de septiembre de 1960, a favor de Juan Antonio Suanzes Fernández.
El marquesado fue suprimido el 21 de octubre de 2022 tras la entrada en vigor de la Ley de Memoria Democrática.

## Denominación
La denominación de la dignidad nobiliaria refiere al apellido paterno, por lo que fue universalmente conocida la persona a la que se le otorgó dicha merced nobiliaria.

## Carta de otorgamiento
El título nobiliario se le otorgó por los méritos siguientes: 

«Los méritos extraordinarios que concurren en el Director del Instituto Nacional de Industria, Ingeniero Naval, excelentísimo señor don Juan Antonio Suanzes y Fernández, ex Ministro de Industria y General Inspector de Ingenieros Navales, propulsor de la ingente obra de industrialización de la nación desde los altos cargos que desde hace veinte años viene desempeñando, y que con clara visión, inteligencia, hondo sentido social y tenaz esfuerzo ha contribuido al resurgimiento y prosperidad nacionales, le hacen acreedor al reconocimiento de la Patria y a que su nombre sea honrado y enaltecido. En su virtud...».
Decreto 1830/1960, de 1 de septiembre. Publicado en el «BOE» núm. 236, de 1 de octubre de 1960, página 13716.

## Marqueses de Suanzes
|                               | Titular                              | Periodo                       |
| Creación por Francisco Franco | Creación por Francisco Franco        | Creación por Francisco Franco |
| ----------------------------- | ------------------------------------ | ----------------------------- |
| I                             | Juan Antonio Suanzes Fernández       | 1960-1977                     |
| II                            | Saturnino Suanzes y de Mercader      | 1981-1991                     |
| III                           | Juan Antonio Suanzes y de Abrisqueta | 1993-2022                     |

## Historia de los marqueses de Suanzes
- Juan Antonio Suanzes Fernández (1891-1977), I marqués de Suanzes, fue general inspector de Ingenieros Navales de la Armada, ministro de Industria y Comercio (1945-1951), fundador y primer presidente del Instituto Nacional de Industria y presidente del Patronato «Juan de la Cierva» (del Consejo Superior de Investigaciones Científicas).[1]

Casó con Joaquina de Mercader y de Bofill (1897-1973). Le sucedió, por Real Carta de Sucesión de fecha 20 de mayo de 1981, su hijo:
- Saturnino Suanzes y de Mercader (1922-1991), II marqués de Suanzes, capitán de Corbeta, condecorado con la Cruz de la Orden de San Hermenegildo y la Medalla de Ifni-Sahara.

Casó con Rosa Isabel de Abrisqueta y Arriaga (1929-2005). Le sucedió, por Real Carta de Sucesión de fecha 22 de abril de 1993, su hijo:
- Juan Antonio Suanzes y de Abrisqueta (1951-), III marqués de Suanzes.[5] Último titular.

Casó con Inés Pita Muinos (1954-), con descendencia.